# Entephria grisearia
Entephria grisearia är en fjärilsart som beskrevs av Aubert 1955. Entephria grisearia ingår i släktet Entephria och familjen mätare. Inga underarter finns listade i Catalogue of Life.